# Koh Kret
Pour les articles homonymes, voir KOH (homonymie).
Ko Kret (connue localement sous le nom de thaï de เกาะเกร็ด) est une petite île située sur le fleuve Chao Phraya près de Bangkok (Thaïlande) dans la province de Nonthaburi. L'île est longue d'environ 2 km sur 1 km de large et possède sept villages, dont le plus grand et le plus peuplé est Ban Mon. L'île est entièrement sans voitures et se trouve desservie par les ferrys depuis la ville.

## Histoire
Ko Kret est au départ une île artificielle créée en 1722 par le creusement d'un canal pour contourner un méandre de la Chao Phraya.

## Géographie
Ko Kret est située à environ 20 kilomètres au nord du centre de Bangkok. Loin de la pollution et du brouhaha urbain, Ko Kret est un havre de paix, une sorte d'enclave campagnarde dans la capitale thaïlandaise. Habitée par une population môn qui s'est spécialisée dans les poteries, l'île est particulièrement calme,.

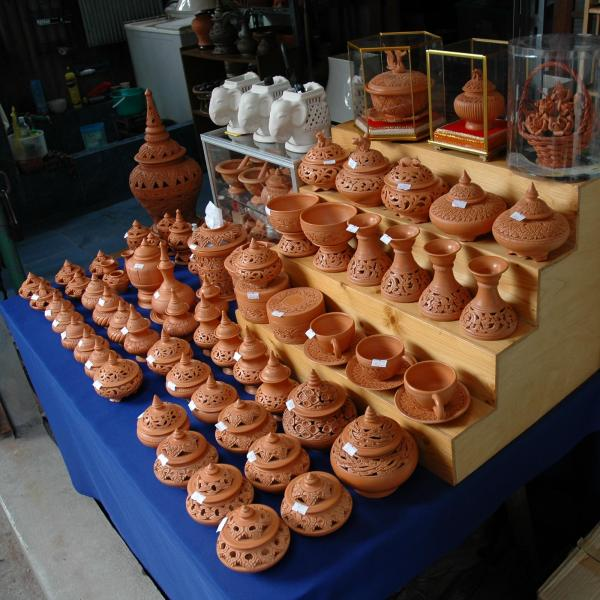
Poteries de Ko Kret

## Lieux d'intérêt
L'île possède plusieurs temples et une vingtaine d’ateliers de poterie.
- Wat Poramai Yigawat (วัด ปรมัยยิกาวาส)
- Wat Phailom
- Wat Saotong Thong (วัด เสาธงทอง)
- Wat Chimphli Sutthawat (วัด ฉิมพลีสุทธาวาส)
- OTOP village
- Dessert shop (Ran Khun Aew)
- Kret Buddha Garden

Temples bouddhistes de l'île de Ko Kret
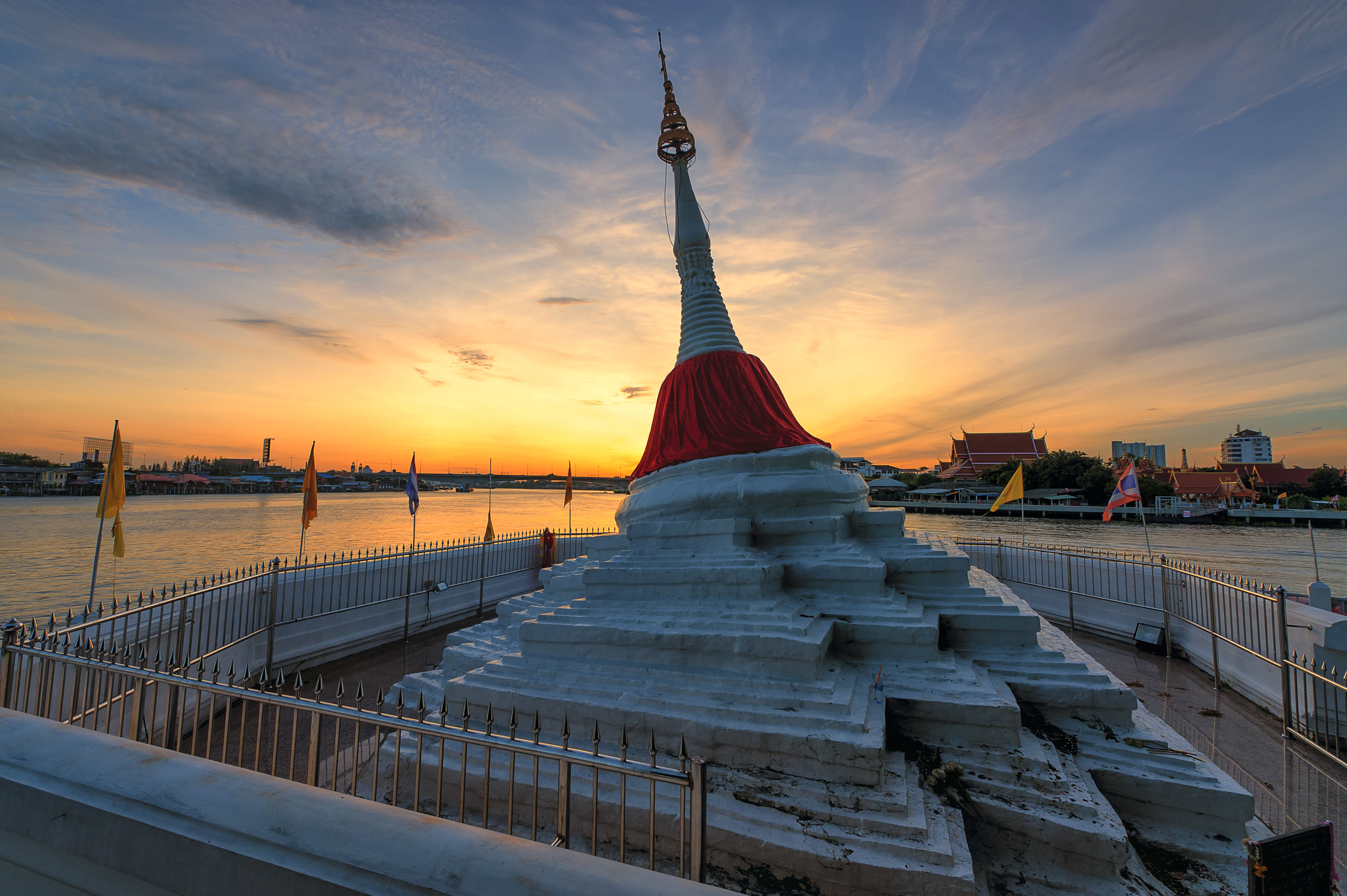
Stupa incliné de Wat Poramai Yigawat
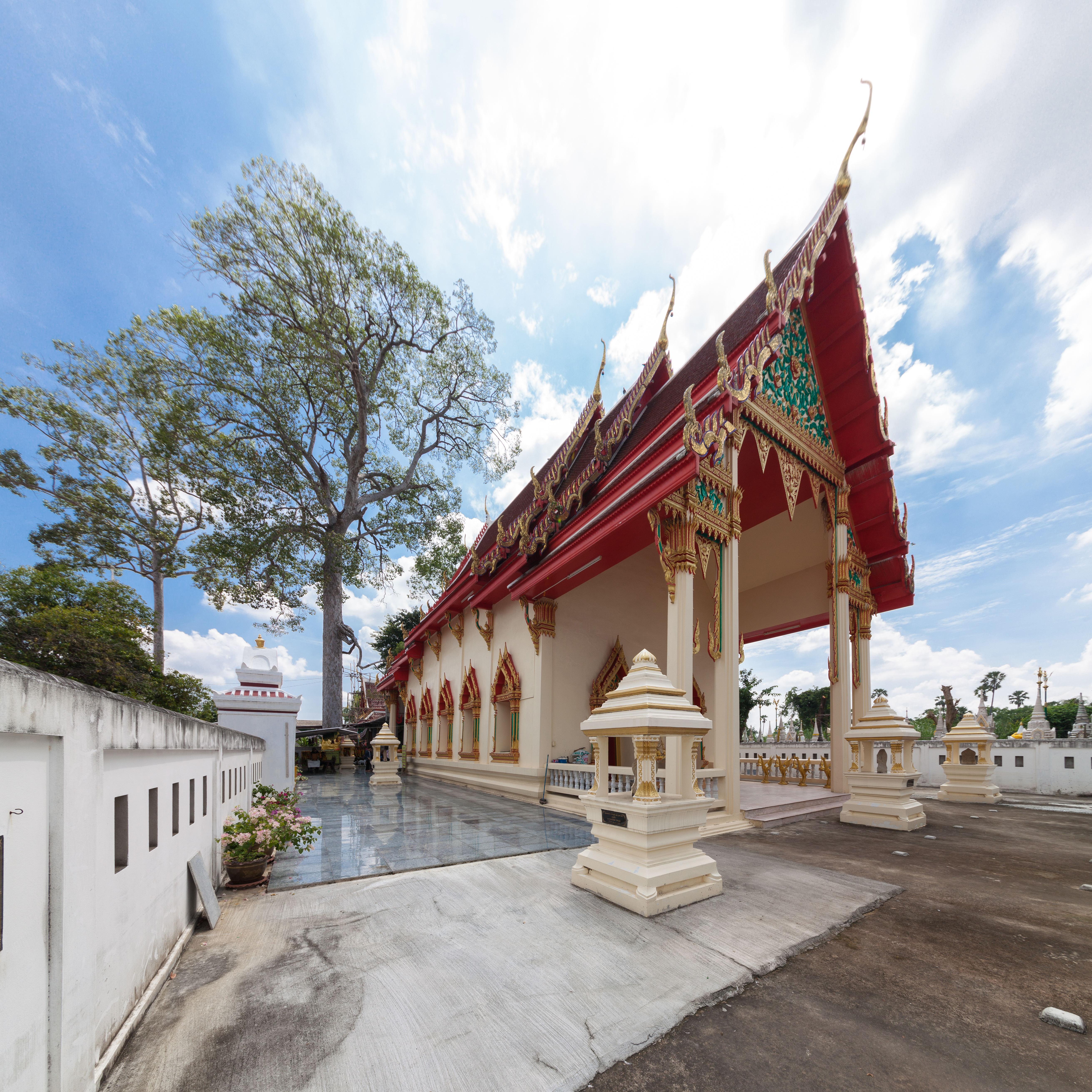
Wat Saotong Thong
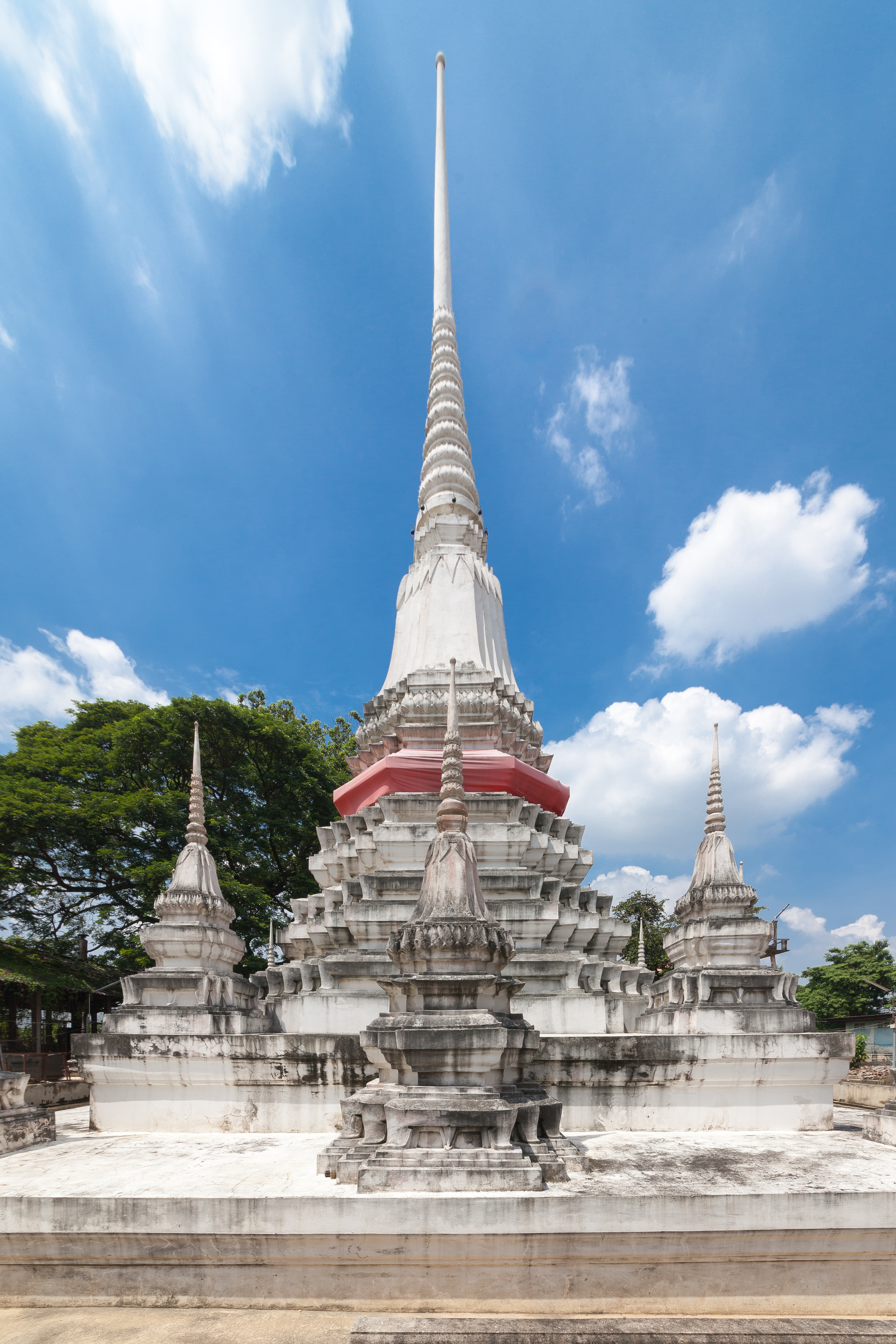
Wat Saotong Thong
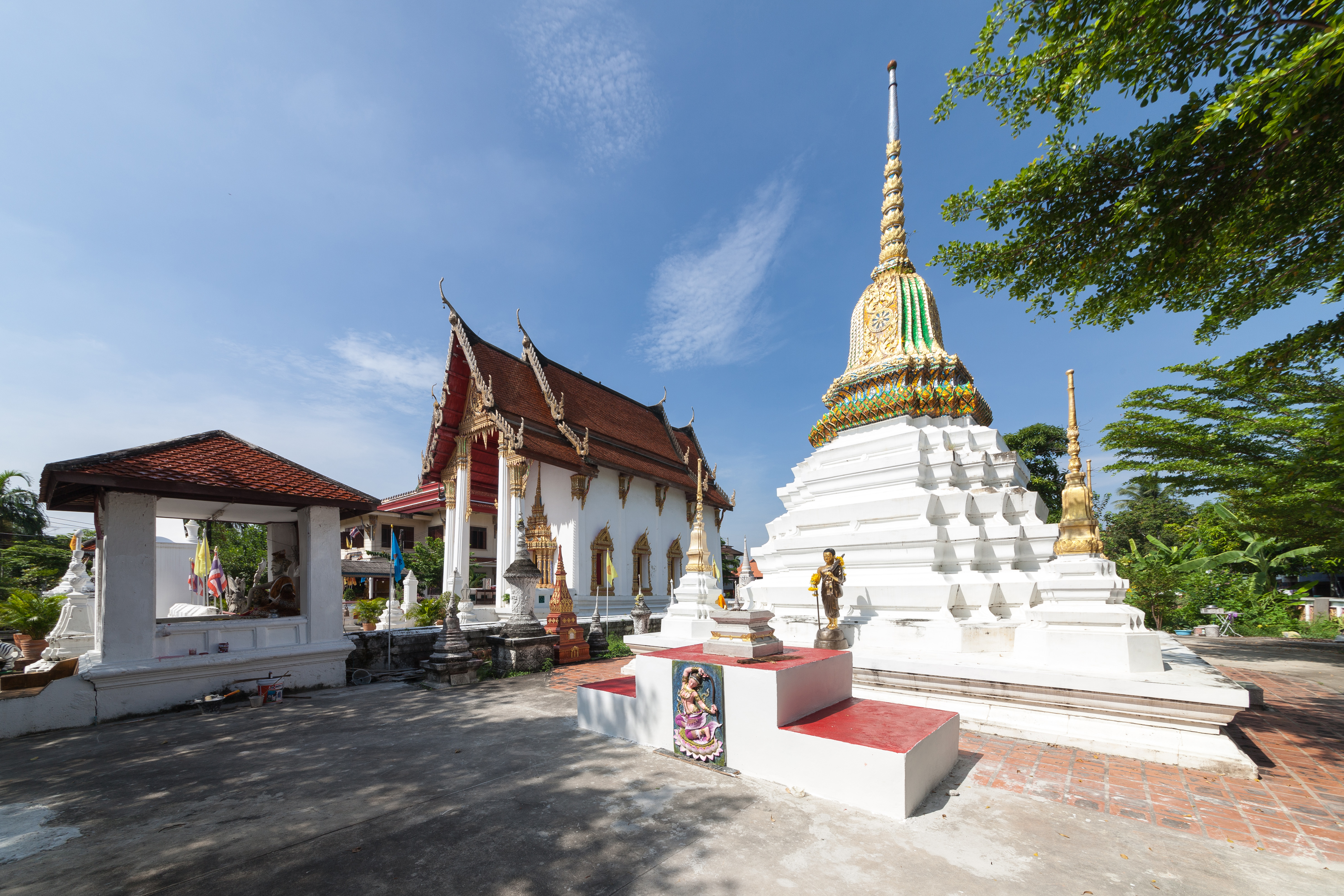
Wat Chimphli Sutthawat
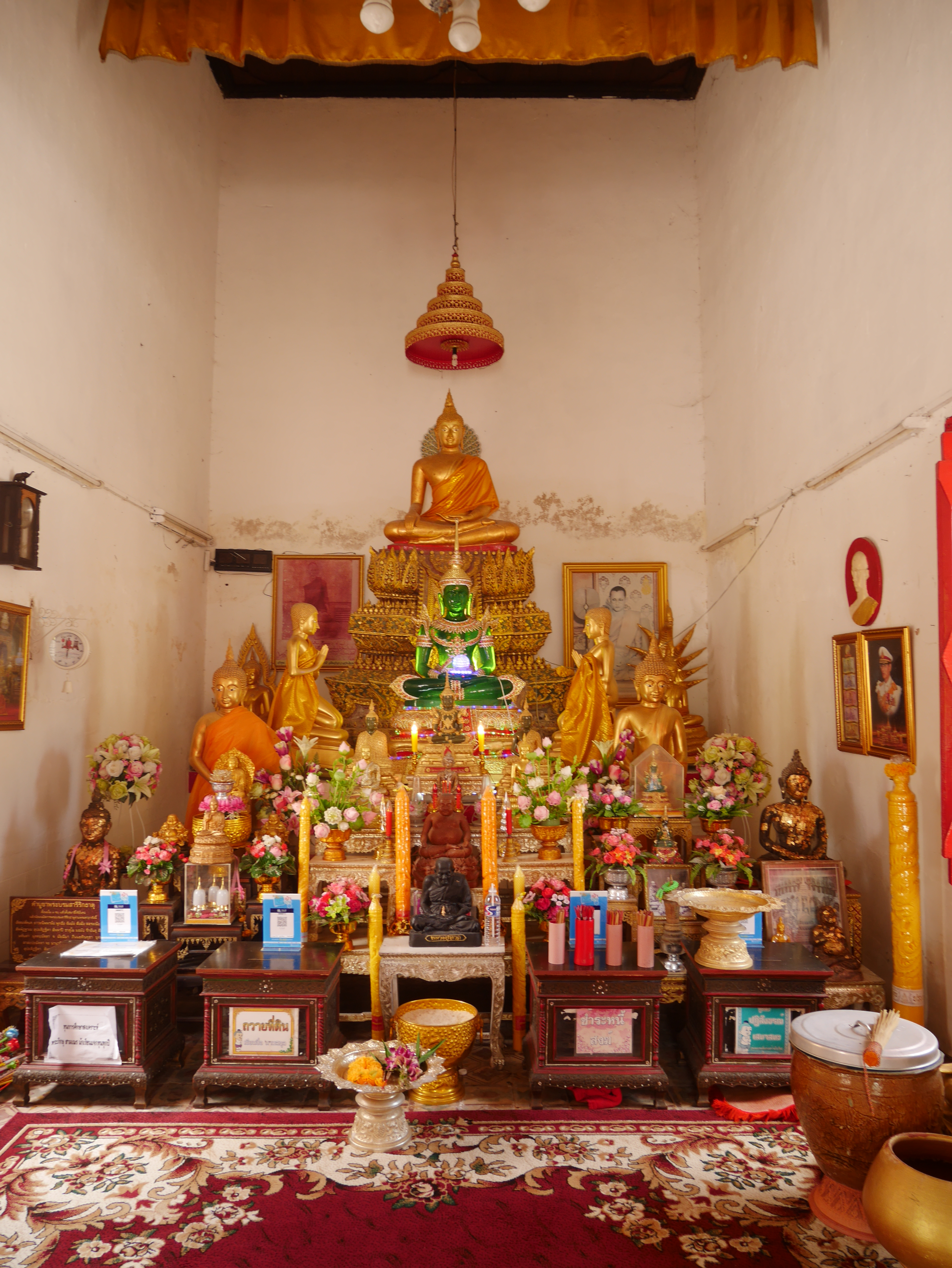
Wat Chimphli Sutthawat
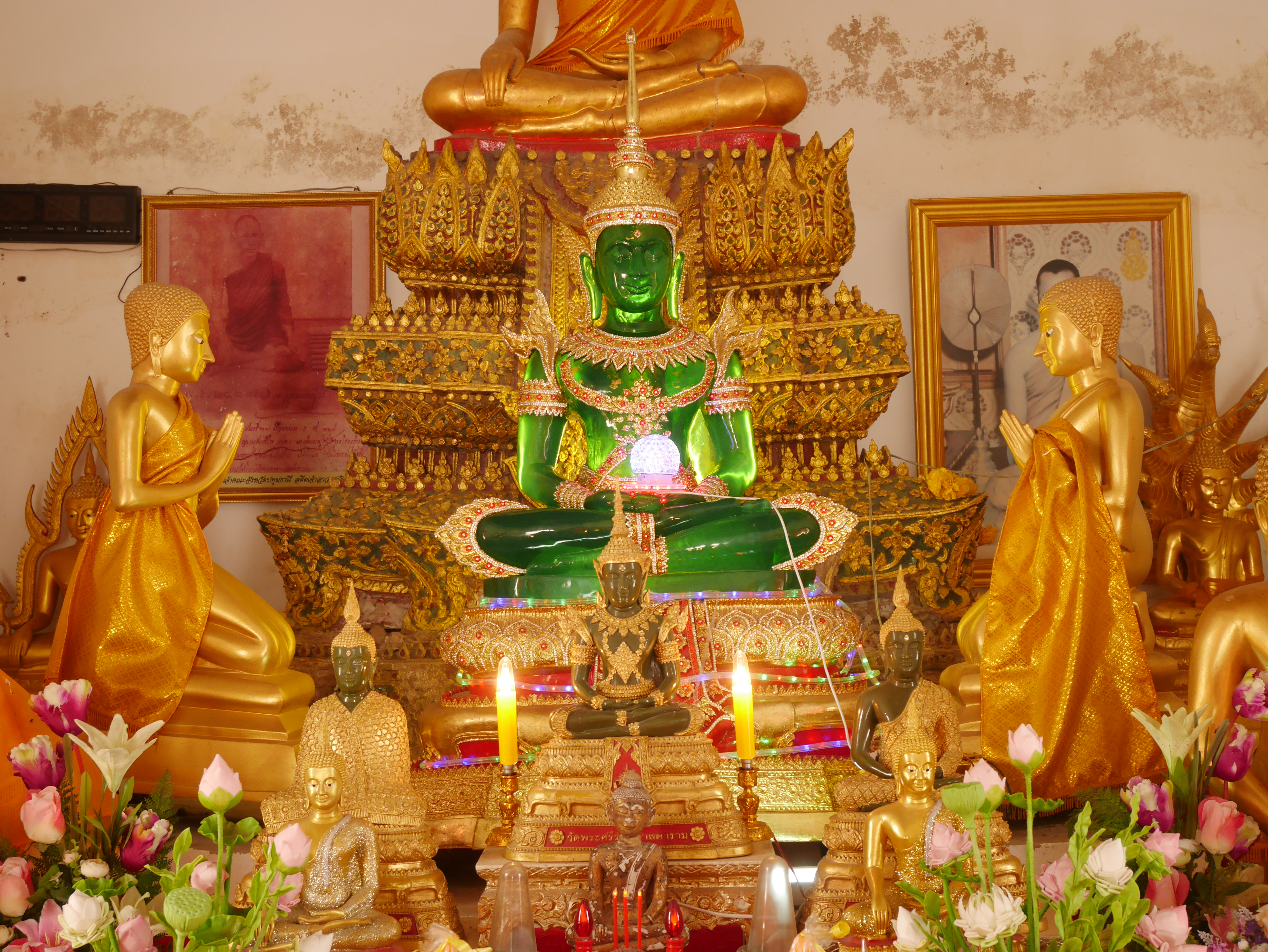
Wat Chimphli Sutthawat
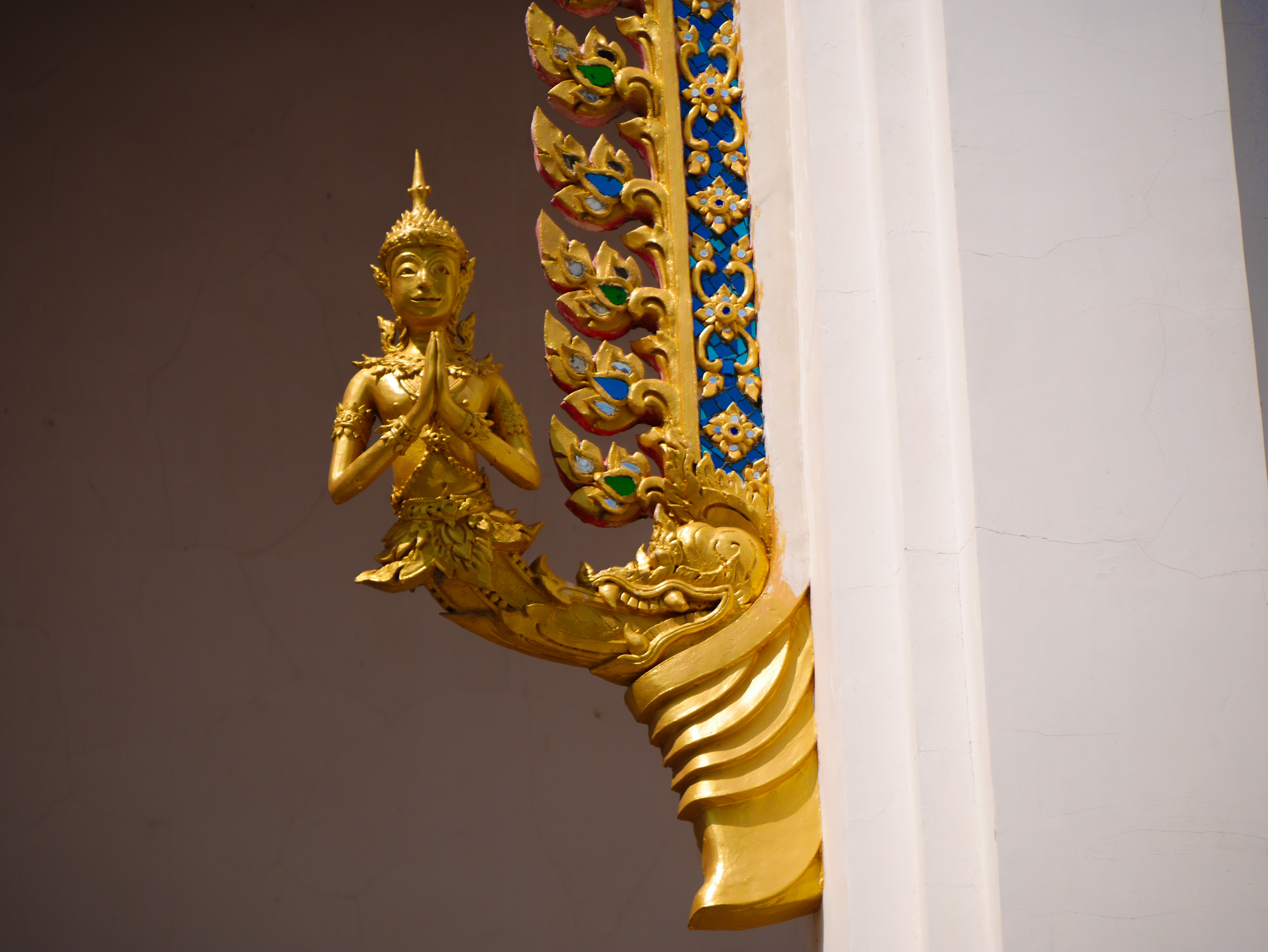
Wat Chimphli Sutthawat